# Junibacken
Junibacken è un museo di Stoccolma dedicato alla letteratura per bambini di lingua svedese, in particolare i libri di Astrid Lindgren. Si trova sull'isola di Djurgården.
Il museo è stato aperto l'8 giugno 1996 dalla famiglia reale svedese e, con circa 400.000 visitatori all'anno, è uno dei cinque luoghi più visitati di Stoccolma. 
L'attenzione si concentra sui personaggi dei libri per bambini più famosi di Astrid Lindgren, tra cui Pippi Calzelunghe, Carlsson sul tetto, Ronja. La figlia del brigante, Emil di Lönneberga e i fratelli Cuordileone, ma anche altri noti personaggi di libri per bambini svedesi come Pettersson e Findus, Willi Wiberg e i Troll Mumin. Le mostre speciali mutevoli sono dedicate ai singoli autori. Il museo ha anche una libreria per bambini e un teatro.
Il nome deriva dalla tenuta Junibacken in cui cresce il personaggio di Astrid Lindgren Martina.